# Volta a Portugal de 2007
A 69ª edição da Volta a Portugal em Bicicleta foi disputada entre 4 e 15 de Agosto de 2007, num total de 10 etapas e um Prólogo.
Entre as diversas novidades da prova, destacaram-se o regresso do SL Benfica à principal prova velocipédica portuguesa, bem como do seu líder José Azevedo, que já não participava desde 2001.

## Equipas
Participaram no total 162 ciclistas, das seguintes equipas:
UCI ProTour
- Lampre-Fondital
- Saunier Duval-Prodir

UCI Continental Profissional
- Sport Lisboa e Benfica-Sagres Zero
- Barloworld
- Ceramica Panaria-Navigare
- Ceramica Flaminia
- Karpin-Galicia
- Fuerteventura-Canarias
- Relax-Gam
- Team Slipstream

UCI Continental
- Barbot-Halcon
- LA-MSS
- Riberalves-Boavista
- Liberty Seguros
- Duja-Tavira
- Madeinox-Bric-Loulé
- Vitória-ASC
- Fercase-Rota dos Móveis

## Favoritos
Dos vários corredores, os mais apontados para a vitória final na prova, à partida, eram:
- David Blanco (Duja-Tavira)
- Cândido Barbosa (Liberty Seguros)
- Héctor Guerra (Liberty Seguros)
- Nuno Ribeiro (Liberty Seguros)
- José Azevedo (Sport Lisboa e Benfica-Sagres Zero)
- Xavier Tondo (LA-MSS)
- João Cabreira (LA-MSS)
- Óscar Sevilla (Relax-Gam)
- Francisco Mancebo (Relax-Gam)
- David Bernabéu (Fuerteventura-Canarias)

A negrito, os vencedores de edições anteriores da Volta a Portugal

## Etapas
| Detalhe   | Data         | Cidades da etapa                           | km                                         | Vencedor da etapa                          | Líder da classificação geral               |
| Prólogo   | 4 de Agosto  | Portimão-Portimão                          | 6,8 (CRI)                                  | Martin Garrido · Argentina                 | Martin Garrido · Argentina                 |
| 1ª etapa  | 5 de Agosto  | Portimão-Beja                              | 196                                        | Paride Grillo · Itália                     | Martin Garrido · Argentina                 |
| 2ª etapa  | 6 de Agosto  | Vila Viçosa-Castelo Branco                 | 169,3                                      | Francisco Torres · Espanha                 | Martin Garrido · Argentina                 |
| 3ª etapa  | 7 de Agosto  | Idanha-a-Nova-Gouveia                      | 176,3                                      | Cândido Barbosa · Portugal                 | Martin Garrido · Argentina                 |
| 4ª etapa  | 8 de Agosto  | Guarda-Santo Tirso                         | 222,1                                      | Cândido Barbosa · Portugal                 | Cândido Barbosa · Portugal                 |
| 5ª etapa  | 9 de Agosto  | Felgueiras-Fafe                            | 167,7                                      | Cândido Barbosa · Portugal                 | Cândido Barbosa · Portugal                 |
|           | 10 de Agosto | Dia de descanso - 1ª Etapa da Volta - Fafe | Dia de descanso - 1ª Etapa da Volta - Fafe | Dia de descanso - 1ª Etapa da Volta - Fafe | Dia de descanso - 1ª Etapa da Volta - Fafe |
| 6ª etapa  | 11 de Agosto | Celorico de Basto-Mondim de Basto          | 143                                        | Eladio Jimenez · Espanha                   | Cândido Barbosa · Portugal                 |
| 7ª etapa  | 12 de Agosto | Lixa-Gondomar                              | 168                                        | Paride Grillo · Itália                     | Cândido Barbosa · Portugal                 |
| 8ª etapa  | 13 de Agosto | Aveiro-São João da Madeira                 | 157,1                                      | Cândido Barbosa · Portugal                 | Cândido Barbosa · Portugal                 |
| 9ª etapa  | 14 de Agosto | Oliveira do Bairro-Torre                   | 154,2                                      | Eladio Jimenez · Espanha                   | Eladio Jimenez · Espanha                   |
| 10ª etapa | 15 de Agosto | Viseu-Viseu                                | 38,8 (CRI)                                 | Hector Guerra · Espanha                    | Xavier Tondo · Espanha                     |

## Classificação Final
| Lugar | Nome                | Nacionalidade | Equipa                             | Tempo     |
| 01.   | Xavier Tondo        | Espanha       | LA-MSS                             | 40h25m55s |
| 02.   | Cândido Barbosa     | Portugal      | Liberty Seguros                    | a 56s     |
| 03.   | Hector Guerra       | Espanha       | Liberty Seguros                    | a 1m31s   |
| 04.   | Eladio Jimenez      | Espanha       | Karpin-Galicia                     | a 1m36s   |
| 05.   | David Blanco        | Espanha       | Duja-Tavira                        | a 3m25s   |
| 06.   | José Azevedo        | Portugal      | Sport Lisboa e Benfica-Sagres Zero | a 3m35s   |
| 07.   | David Bernabéu      | Espanha       | Fuerteventura-Canarias             | a 4m10s   |
| 08.   | José A. Pecharroman | Espanha       | Sport Lisboa e Benfica-Sagres Zero | a 5m23s   |
| 09.   | Óscar Sevilla       | Espanha       | Relax-Gam                          | a 5m42s   |
| 10.   | Pedro Cardoso       | Portugal      | LA-MSS                             | a 6m03s   |

## Outras Classificações
Pontos (camisola branca): Cândido Barbosa - Liberty Seguros
Montanha (camisola verde): André Cardoso - Fercase-Rota dos Móveis
Juventude (camisola laranja): Tiago Machado - Riberalves-Boavista
Geral equipas: Liberty Seguros

## Fonte
- «Site Oficial da 69ª Volta a Portugal em Bicicleta EDP»